# Vignes Vins Randos
 (juin 2020).
 (septembre 2019).
Vignes Vins Randos, ou VVR, est une manifestation liée à l'œnotourisme en Val de Loire. Elle se tient tous les ans le premier week-end de septembre, et consiste en une série de parcours pédestres sur les lieux de plusieurs appellations en Pays de la Loire et Centre-Val de Loire.
Elle est organisée par Interloire et enregistre environ 12 000 participants par an.
En 2024, l'évènement change de format et est rebaptisé Échappées en Loire.